# The Untold Tales of Armistead Maupin
The Untold Tales of Armistead Maupin è un docu-film statunitense del 2017 diretto da Jennifer M. Kroot sulla vita di Armistead Maupin e sulla realizzazione della serie I racconti di San Francisco. Nello stesso anno l'opera è stata distribuita in Italia da Netflix.

## Trama
Maupin nasce poco dopo la seconda guerra mondiale in una famiglia tradizionalista della Carolina del Nord. Scopre molto presto di essere gay ma nel suo ambiente, sia famigliare che sociale, è per lui impossibile rivelarsi senza subire pesantissime conseguenze e per ciò si sente costretto a conformarsi nei panni di un conservatore. Per questo motivo inizia una carriera nella Marina militare per poi diventare assistente del senatore Jesse Helms, segregazionista e fortemente omofobo. Arriverà persino ad incontrare il Presidente Nixon e a essere immortalato in foto mentre gli stringe la mano. In questo periodo fa di tutto per annullare la propria sessualità (fino ad arrivare vergine all’età di 26 anni) coltivando un’esecrabile e dolorosa omofobia interiorizzata. Solo nel 1969 con la perdita della propria verginità con un altro uomo riuscirà a sbarazzarsi del proprio retaggio culturale. In seguito conoscerà l'attore americano Rock Hudson (del quale fece l'outing quando contrasse l'AIDS) e intraprenderà una lunga storia d’amore con un uomo sieropositivo di 30 anni più giovane di lui.
Si sottolinea anche come I racconti di San Francisco (insieme di racconti da lui pubblicati sul San Francisco Chronicle) sia una sorta di racconto autobiografico e di come le miniserie da esso ispirate abbiano generato scandalo nell'America reazionaria.

## Cast
- Armistead Maupin: se stesso
- Frank Biafore: se stesso
- Kate Bornstein: se stessa
- Anita Bryant: se stessa
- Charles Busch: se stesso
- Margaret Cho: se stessa
- Olympia Dukakis: se stessa
- Neil Gaiman: se stesso
- Jewelle Gomez: se stessa
- Jonathan Groff: se stesso
- Jesse Helms: se stesso (materiale d'archivio)
- Rock Hudson: se stesso (materiale d'archivio)
- John Kerry: se stesso (materiale d'archivio)
- Laura Linney: se stessa
- Selene Luna: se stessa
- Ian McKellen: se stesso
- Harvey Milk: se stesso (materiale d'archivio)
- Barbara Falconer Newhall: se stessa
- Bob Olynger: se stesso
- Amanda Palmer: se stessa
- Alan Poul: se stesso
- Amy Tan: se stessa
- Richard Thieriot: se stesso
- Christopher Turner: se stesso
- Donald Wildmon: se stesso (materiale d'archivio)
- Jane Maupin Yates: se stessa

## Accoglienza
Sull'aggregatore di recensioni Rotten tomatoes l'opera ha ottenuto il 91% di recensioni positive da parte dei critici.
Il New York Times ha dato al film un voto positivo di 8/10.

## Riconoscimenti
Cleveland International Film Festival 2017
- Candidatura nella categoria Miglior documentario

FilmOut San Diego 2017
- Vincitore nella categoria Miglior documentario

Napa Valley Film Festival 2017
- Vincitore nella categoria Profondità e grazia nel cinema documentaristico

Nashville Film Festival 2017
- Vittoria per Jennifer M. Kroot del premio SPECTRUM Audience Award

Outflix Film Festival 2017
- Vincitore nella categoria Miglior documentario

SXSW Film Festival 2017
- Vincitore nella categoria Miglior documentario
- Candidatura al premio SXSW Chicken & Egg Award per Jennifer M. Kroot